# 大石埠水库
大石埠水库是中国江苏省连云港市东海县境内的一座水库，位于高流河支流桃林河下游，建于1961年。水库正常库容为515万立方米，集雨面积为78平方千米，海拔为49米。